# (60458) 2000 CM114
(60458) 2000 CM114 est un objet épars découvert le 5 février 2000. Il possède un satellite nommé S/2006 (60458) 1 circulant sur une orbite située à 2 497 ± 25 km.